# 1796 Riga
För huvudstaden i Lettland, se Riga
1796 Riga eller 1966 KB är en asteroid i huvudbältet som upptäcktes den 16 maj 1966 av den rysk-sovjetiske astronomen Nikolaj Tjernych vid Krims astrofysiska observatorium på Krim. Den har fått sitt namn efter Lettlands huvudstad Riga.
Asteroiden har en diameter på ungefär 68 kilometer och den tillhör asteroidgruppen Cybele.